# Оттетер, Элизабет де
Элизабет де Оттетер (фр. Elisabeth de Haulteterre, также Hauteterre, Hotteterre; ок. 1720, Париж — ок. 1776, там же) — французская скрипачка, арфистка и композитор.

## Биография и творчество
О происхождении и образовании Элизабет де Оттетер практически ничего не известно. Несмотря на сходство фамилий, она, по всей видимости, не имеет отношения к музыкальной династии Оттетеров, из которой происходил, в частности, Жак-Мартен Оттетер. Вероятно, Элизабет росла не в Париже, поскольку в 1737 году она упоминается в Mercure de France как недавно прибывшая из провинции. Там же говорится, что она неоднократно исполняла в рамках «Духовных концертов» скрипичные сонаты Леклера.
В конце 1740 года в Париже вышел сборник написанных ею сонат для скрипки и basso continuo. Посвящение Жану-Мари Леклеру Старшему говорит о том, что он, возможно, был учителем Элизабет. В 1744 году был опубликован её Концерт для четырёх скрипок, органа и виолончели, посвящённый принцессе Аделаиде. Позднее был издан второй сборник её скрипичных сонат.
В 1764 году Элизабет де Оттетер вышла замуж за Пьера-Шарля Левека. В брачном контракте она названа дочерью учителя танцев, а её супруг представил себя как «рисовальщика и гравёра глубокой печати». В последней из известных её публикаций имя автора указано как «мадам Левек, ранее мадемуазель де Оттетер» (фр. Madame Levesque, ci-devant Mlle de Hauteterre).
Судя по всему, Элизабет де Оттетер была хорошо известна в парижских музыкальных кругах, в том числе как учительница игры на скрипке и на арфе. Последним её опубликованным произведением стал сборник песен в сопровождении арфы, после чего имя композитора уже не встречается.
Вероятно, Элизабет де Оттетер умерла после 1776 года в Париже.